# Kerk van Wybelsum
De Kerk van Wybelsum (Duits: Wybelsumer Kirche) is een hervormde kerk in de stad Emden in het Duitse Oost-Friesland. De kerk werd in het jaar 1700 werd gebouwd.

## Geschiedenis

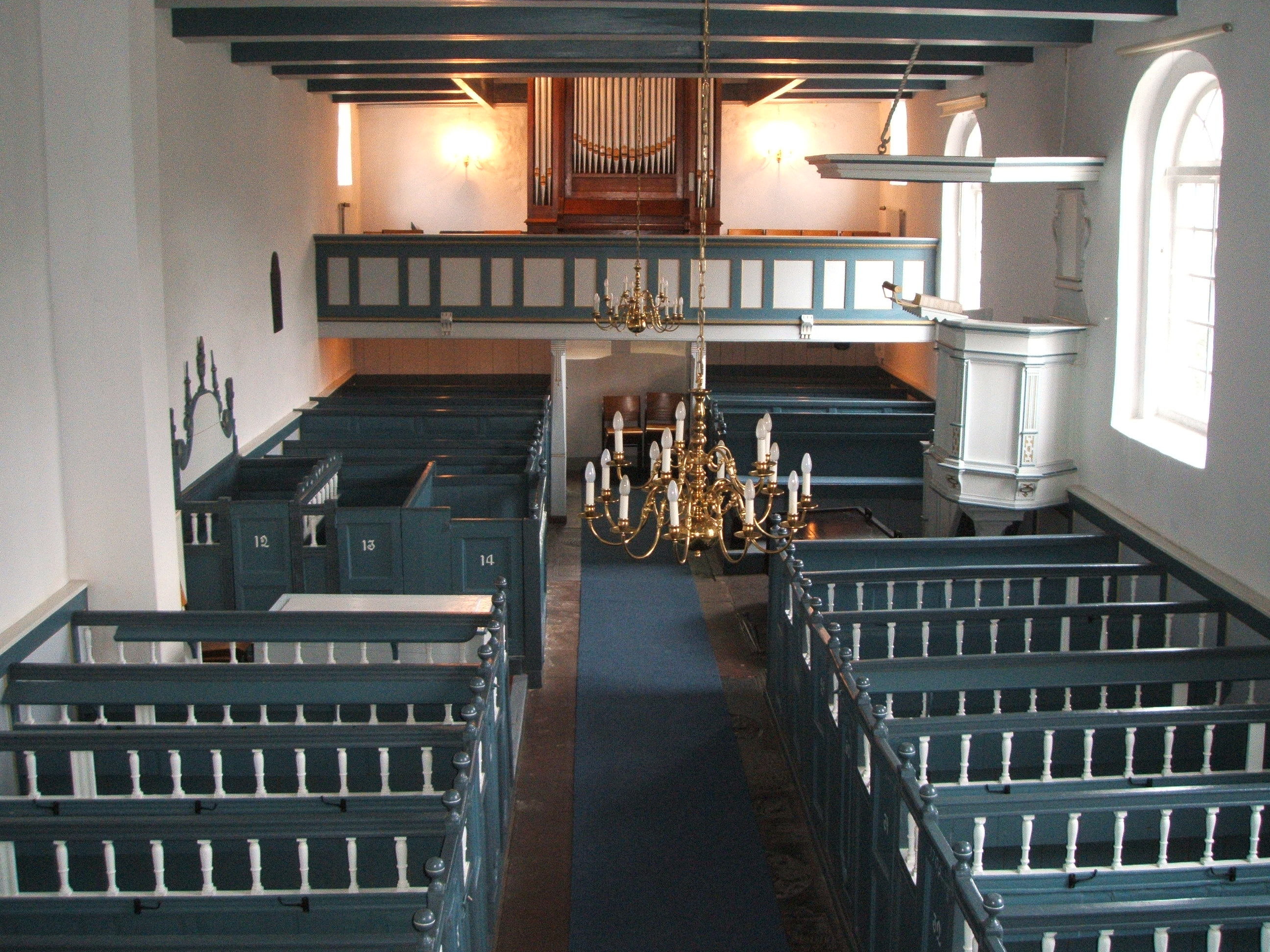
Overzicht interieur

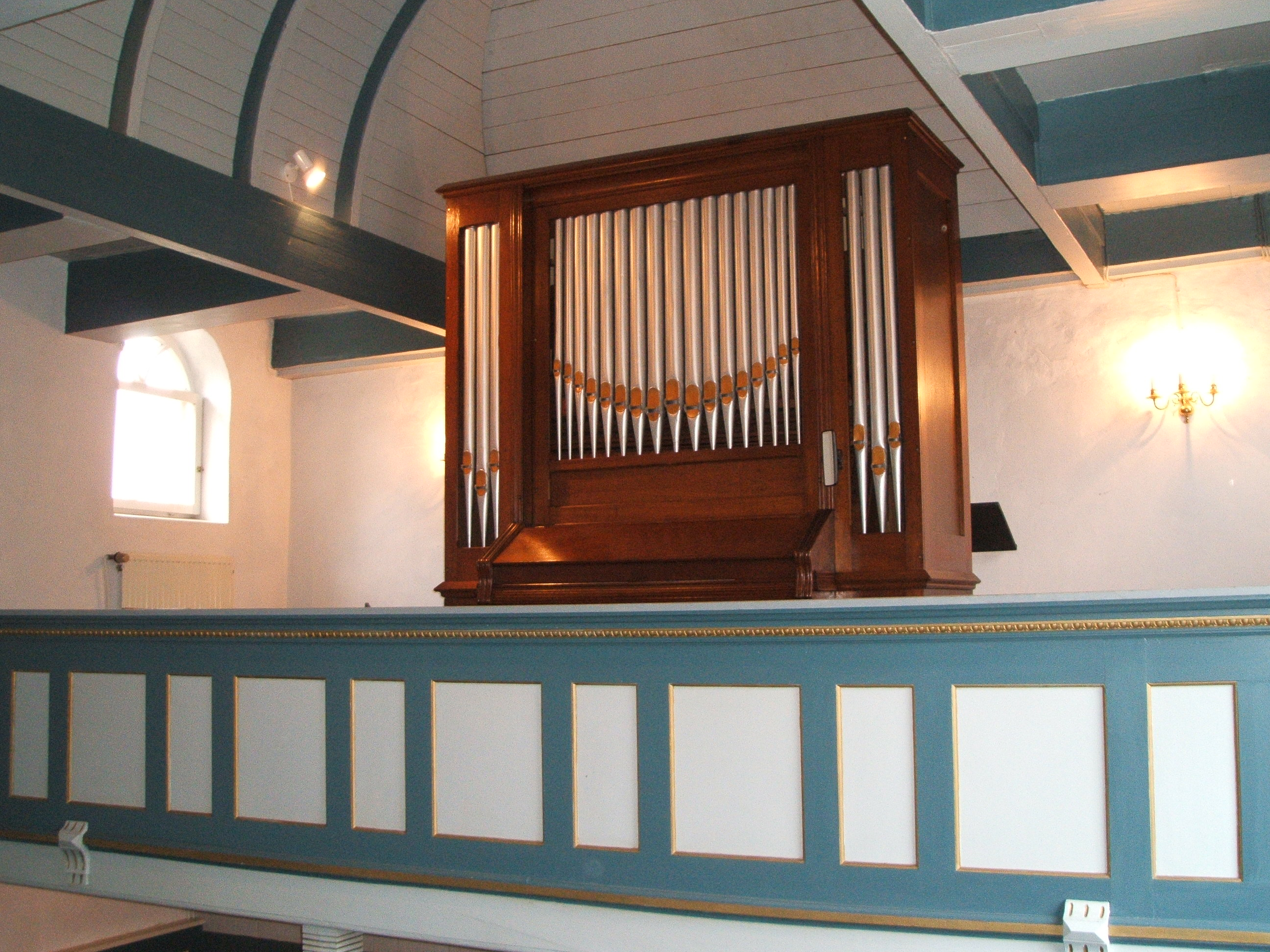
Vocalion

Oorspronkelijk behoorde Wybelsum tot het kerspel van Geerdsweer, waar een aan Nicolaas van Myra gewijde kerk stond. Na de stormvloed van 16 november 1699 werd Geerdsweer opgegeven en de dijk verlegd. De tufstenen kerk van Geerdsweer met haar hoge toren werd in 1700 afgebroken en de vrijgekomen stenen werden vervolgens naar Nederland verkocht.
Tegelijkertijd werd met de opbrengst van het sloopmateriaal in Wybelsum een nieuwe kerk gebouwd. Het rechthoekige bakstenen kerkgebouw heeft een lengte van 22,10 meter en is 7,40 meter breed. Het gebouw wordt afgesloten met een schilddak met een dakruiter, die een haan als windvaan heeft. Het kerkgebouw wordt verlicht door vier grote rondboogramen in de zuidelijke muur, terwijl de noordelijke muur geen ramen kent. Daarnaast bevindt zich in de uiterst oostelijke sectie van de zuidelijke muur een klein, hoogzittend raam. Het kerkgebouw betreedt men door een rondbogig portaal aan de westelijke kant, dat het bouwjaar 1700 draagt. De kansel, de avondmaalstafel en de banken stammen uit de oude kerk van Geerdsweer. De klok stamt uit het jaar 1494. Het oorspronkelijke doopvont van de kerk dateerde uit de 13e eeuw en werd in 1900 aan het Stadsmuseum van Emden overgedragen, maar ging in de Tweede Wereldoorlog verloren.
Sinds 1970 is de gemeente Emden eigenaar van de kerk en de grond, dat de kerkelijke gemeente destijds ruilde tegen een stuk grond bij de Kloster-Langen-Straße, waarop in 1974 een nieuw kerkelijk centrum (de Neue Kirche) verrees. In de Nieuwe Kerk staat een klein orgel van Ahrend & Brunzema uit het jaar 1965 met zes registers, die deels uit een ouder orgel van P. Furtwängler & Hammer werden overgenomen. De Stad Emden ontvangt voor het gebruik van de oude kerk bij gelegenheden als rouwdiensten of trouwdiensten een huur, maar is ook verantwoordelijk voor het onderhoud ervan.
In de jaren 1980 begonnen gemeenteleden met de renovatie van de bouwvallige kerk. Ze bouwden een verwarming in, renoveerden de kerkbanken, verwierven twee kroonluchters en vernieuwden de verwaarloosde dakruiter. In het jaar 2009 vernieuwden gepensioneerde gemeenteleden de vloer van de kerk. In het kader van de dorpsvernieuwing droeg de Stad Emden in dat jaar voor 40.000 euro bij aan het onderhoud van het exterieur van de kerk.

## Gebruik
De oude kerk van Wybelsum wordt voornamelijk voor rouwdiensten gebruikt, waar de overledene eveneens kan worden opgebaard. Erediensten vinden nog slechts op bijzondere dagen of tijdens huwelijken plaats.

## Interieur
De eenvoudige ruimte wordt met een balkenplafond overdekt. Aan de oostelijke kant bevindt zich een galerij. In de ruimte domineren de kleuren wit en blauw. De blauwgekleurde kerkbanken met wit traliewerk staan hoefijzervormig om de witte kansel aan de zuidelijke muur opgesteld. De kansel is zeshoekig en gecanneleerde pilasters wisselen de eenvoudige velden van de kanselkuip af.
Van groot kunsthistorisch belang is het Vocalion uit 1894, een drukwindharmonium van de firma Mason & Risch uit Worcester (Massachusetts). Het instrument bezit acht registers en is mogelijk uniek in zijn soort in Europa.